# Martin Uldal
Martin Uldal, né le 23 mai 2001 à Kristiansand, est un biathlète norvégien.

## Biographie
Martin Uldal s'illustre d'abord en IBU Cup où il remporte notamment les petits globes de la poursuite et de la mass-start lors de la saison 2022-2023, et termine quatrième du classement général à l'issue de la saison 2023-2024.
Il fait sa première apparition en Coupe du monde en mars 2022 lors de l'étape finale à Oslo, où il signe de bonnes performances (vingtième du sprint et vingt-septième de la poursuite). En raison de la forte concurrence en équipe de Norvège, il doit cependant attendre décembre 2024 pour se voir offrir une nouvelle chance au plus haut niveau. En effet, grâce à un doublé victorieux sprint-poursuite à Geilo en IBU Cup, il est appelé en Coupe du monde la semaine suivante à Hochfilzen. Il y obtient de probants résultats (cinquième du sprint et septième de la poursuite) qui lui permettent de poursuivre l'aventure dans l'équipe première norvégienne. Lors de la dernière séance en position debout de la poursuite d'Hochfilzen, il se fait remarquer par la vitesse de son tir, exécuté en moins de treize secondes (avec une seule faute), là où les tireurs les plus rapides ordinairement mettent quatre ou cinq secondes de plus. Le 19 décembre au Grand-Bornand, il crée la surprise en remportant le sprint pour signer ses premier podium et première victoire en Coupe du monde, avec un sans faute au tir, devançant d'une seconde et quatre dixièmes le favori et porteur du dossard jaune Johannes Thingnes Bø.

## Palmarès

### Championnats du monde
| Édition \ Épreuve | Individuel | Sprint | Poursuite | Mass start | Relais | Relais mixte | Relais mixte simple |
| ----------------- | ---------- | ------ | --------- | ---------- | ------ | ------------ | ------------------- |
| Lenzerheide 2025  | 43e        | 6e     | 12e       | 21e        | —      | —            | —                   |

Légende :
- — : non disputée par Martin Uldal

### Coupe du Monde
- Meilleur classement général : 11e en 2025.
- Meilleur résultat individuel : 1er du sprint au Grand-Bornand en 2024.
- 2 podiums : 
  - 1 podium individuel : 1 victoire.
  - 1 podium en relais : 1 deuxième place.

Mis à jour le 23 mars 2025.

#### Victoire
| Saison \ Épreuve | Individuel | Sprint           | Poursuite | Mass start | Total |
| ---------------- | ---------- | ---------------- | --------- | ---------- | ----- |
| 2024-2025        |            | Le Grand-Bornand |           |            | 1     |
| Total            | 0          | 1                | 0         | 0          | 1     |

Dernière mise à jour le 19 décembre 2024.

#### Résultats détaillés en Coupe du Monde
| 2021-2022 |    |    |    |       |       |        |        |       |       |        |    |    |       |       |       | .      | .  | .  | .  |    |    |    |    |        |        |    | 75e |
| 2021-2022 | IN | SP | SP | PU    | SP    | PU     | SP     | PU    | MS    | SP     | PU | SP | PU    | IN    | MS    | IN     | SP | PU | MS | SP | PU | SP | MS | SP 20e | PU 27e | MS | 75e |
|           |    |    |    |       |       |        |        |       |       |        |    |    |       |       |       |        |    |    |    |    |    |    |    |        |        |    |     |
|           |    |    |    |       |       |        |        |       |       |        |    |    |       |       |       |        |    |    |    |    |    |    |    |        |        |    |     |
| 2024-2025 |    |    |    |       |       |        |        |       |       |        |    |    |       |       | .     | .      | .  | .  |    |    |    |    |    |        |        |    | 11e |
| 2024-2025 | SI | SP | MS | SP 7e | PU 5e | SP 1er | PU 21e | MS 5e | SP 5e | PU 30e | IN | MS | SP 4e | PU 4e | SP 6e | PU 12e | IN | MS | SP | PU | IN | MS | SP | PU     | MS     |    | 11e |

### IBU Cup
- Vainqueur du classement de la poursuite et la mass-start en 2023.
- 18 podiums individuels : 6 victoires, 4 deuxièmes places et 8 troisièmes places.

Mis à jour le 12 décembre 2024.

#### Podiums individuels en IBU Cup
| Podiums individuels en IBU Cup | Podiums individuels en IBU Cup | Podiums individuels en IBU Cup | Podiums individuels en IBU Cup | Podiums individuels en IBU Cup | Podiums individuels en IBU Cup |
| n°                             | Saison                         | Date                           | Lieu                           | Épreuve                        | Résultat                       |
| ------------------------------ | ------------------------------ | ------------------------------ | ------------------------------ | ------------------------------ | ------------------------------ |
| 1                              | 2022-2023                      | 30-11-2022                     | Idre Fjäll                     | Poursuite 12,5 km              | Médaille d'or                  |
| 2                              | 2022-2023                      | 15-12-2022                     | Ridnaun-Val Ridanna            | Sprint 10 km                   | Médaille de bronze             |
| 3                              | 2022-2023                      | 18-12-2022                     | Ridnaun-Val Ridanna            | Mass-Start 60 15 km            | Médaille d'or                  |
| 4                              | 2022-2023                      | 05-01-2023                     | Brezno-Osrblie                 | Super sprint 7,5 km            | Médaille de bronze             |
| 5                              | 2022-2023                      | 28-02-2023                     | Canmore                        | Mass-Start 60 15 km            | Médaille d'argent              |
| 6                              | 2023-2024                      | 08-12-2023                     | Idre Fjäll                     | Sprint 10 km                   | Médaille de bronze             |
| 7                              | 2023-2024                      | 10-12-2023                     | Idre Fjäll                     | Poursuite 12,5 km              | Médaille de bronze             |
| 8                              | 2023-2024                      | 15-12-2023                     | Sjusjøen                       | Poursuite 12,5 km              | Médaille d'argent              |
| 9                              | 2023-2024                      | 24-01-2024                     | Brezno-Osrblie                 | Individuel 20 km               | Médaille de bronze             |
| 10                             | 2023-2024                      | 01-02-2024                     | Arber                          | Sprint 10 km                   | Médaille d'or                  |
| 11                             | 2023-2024                      | 03-02-2024                     | Arber                          | Sprint 10 km                   | Médaille d'argent              |
| 12                             | 2023-2024                      | 07-03-2024                     | Obertilliach                   | Individuel court 15 km         | Médaille de bronze             |
| 13                             | 2023-2024                      | 08-03-2024                     | Obertilliach                   | Sprint 10 km                   | Médaille d'or                  |
| 14                             | 2024-2025                      | 28-11-2024                     | Idre Fjäll                     | Sprint 10 km                   | Médaille d'argent              |
| 15                             | 2024-2025                      | 30-11-2024                     | Idre Fjäll                     | Sprint 10 km                   | Médaille de bronze             |
| 16                             | 2024-2025                      | 01-12-2024                     | Idre Fjäll                     | Poursuite 12,5 km              | Médaille de bronze             |
| 17                             | 2024-2025                      | 06-12-2024                     | Geilo                          | Sprint 10 km                   | Médaille d'or                  |
| 18                             | 2024-2025                      | 07-12-2024                     | Geilo                          | Poursuite 12,5 km              | Médaille d'or                  |

### Championnats du monde juniors
| Mondiaux / Épreuve  | Individuel                 | Sprint                     | Poursuite                  | Relais                     | Relais mixte |
| 2022 Soldier Hollow | Médaille de bronze, Europe | Médaille de bronze, Europe | Médaille de bronze, Europe | Médaille de bronze, Europe | —            |

Légende :
- : troisième place, médaille de bronze
- — : non disputée par Martin Uldal